# Корнеев, Виктор Иванович
Виктор Иванович Корнеев (род. 24 июля 1958 года, Тамбов, РСФСР, СССР) — советский и российский скульптор, член-корреспондент Российской академии художеств (2018).

## Биография
Родился 24 июля 1958 года в Тамбове, живёт и работает в Москве.
В 1983 году — окончил Пензенское художественное училище имени К. А. Савицкого.
В 1991 году — окончил Московскую художественно-промышленную академию имени С. Г. Строганова, руководитель творческой мастерской по диплому — А. Н. Бурганов.
В 2018 году — избран членом-корреспондентом Российской академии художеств от Отделения скульптуры.

## Творческая деятельность
Избранные произведения: «Прикосновение» (2008 г.), «Флора» (2011 г.), «Балет» (2014 г.), «Европа» (2014 г.), «Вперед смотрящий» (2015 г.), «Художник и модель» (2016 г.), «Античный торс» (2017 г.), «У реки» (2017 г.), серию «Наброски» (2017 г.), «Обнаженная» (2017 г.), «Двое» (2018 г.).
Произведения представлены в ведущих музеях России.

## Награды
- Заслуженный художник Российской Федерации (2013)[1]